# Toulouse School of Economics
Toulouse School of Economics (TSE) è una scuola di economia che fu fondata a Tolosa nel 2006.
TSE è estremamente selettiva e si prefigge di preparare alle massime funzioni dirigenziali studenti ad alto potenziale, postgraduate ed executive.
Il suo direttore è Jean Tirole, Premio Nobel per l'Economia nel 2014. Offre gradi di Bachelor's degree, Master e Dottorato di ricerca.